# Шмид, Чарльз
Чарльз Шмид (англ. Charles Howard Schmid, 8 июля 1942, Тусон, Аризона — 30 марта 1975, Флоренс, Аризона), также известный как Pied Piper of Tucson (с англ. — «Тусонский крысолов») — американский серийный убийца, чьи преступления были подробно описаны журналистом Доном Мозером в статье, опубликованной в номере журнала «Life» от 4 марта 1966 года. Криминальная карьера Шмида позже легла в основу рассказа Джойс Кэрол Оутс «Where Are You Going, Where Have You Been?». В 2008 году Библиотека Америки выбрала статью Мозера для включения в свою двухвековую ретроспективу американской литературы жанра true crime.

## Ранние годы
Чарльз Шмид был незаконнорождённым ребёнком и усыновлён Чарльзом и Кэтрин Шмидами, владельцами и управляющими Hillcrest Nursing Home в Тусоне. У него были сложные отношения с приемным отцом, с которым его приемная мать позже развелась. Когда Шмид попытался познакомиться со своей биологической матерью, она сердито велела ему никогда не возвращаться.
Шмид плохо учился в школе, но его описывали как красивого, умного и хорошо воспитанного человека. Будучи опытным спортсменом, он преуспел в гимнастике и даже вывел свою среднюю школу на чемпионат штата, но покинул команду в выпускном классе. Незадолго до окончания школы Шмида отстранили от занятий за кражу инструментов из школьного механического цеха; он так и не вернулся в школу.
Шмид был невысоким мужчиной. Он носил ковбойские сапоги, набитые газетами и сплющенными консервными банками, чтобы казаться выше. Шмид объяснил впечатлительным подросткам, что его перекатывающаяся походка была результатом «калечащей борьбы» с членами мафии. Он использовал помаду для губ, накладывал макияж, а также сделал искусственную родинку на щеке. Шмид также растянул свою нижнюю губу прищепкой, чтобы сделать её похожей на губу Элвиса Пресли.